# Boafgift
En boafgift er en skat, der betales af formuen i boet efter en afdød person. Det minder dermed meget om en arveafgift, og eksempelvis den danske bobeskatning omtales ofte som en arveafgift. Der er dog en principiel forskel, idet en boafgift er karakteriseret ved, at afgiften beregnes under ét af den samlede formue, som en afdød efterlader sig, og afgiften betales af boet før udlodning af arven til arvingerne. I modsætning hertil er et arveafgiftssystem karakteriseret ved, at hver arving skal betale en afgift af sin del af arven efter bodelingen.
Der er arve- eller boafgifter i de fleste vestlige lande. I Sverige afskaffede man dog arveafgifter i 2005, og i Norge i 2014.

## Boafgift i Danmark
I Danmark indførte man 1. juli 1995 en boafgift som afløser for den indtil da eksisterende arveafgift. 
Boafgift skal beregnes af boet efter en afdød samt af forsikringsydelser udbetalt direkte til en begunstiget. Sker der udbetaling fra en afdøds bo, beregnes afgiften af det, der overstiger et samlet bundfradrag på 295.300 kr. (2019). Der beregnes som hovedregel ikke bundfradrag ved udbetaling af forsikringsydelser, f.eks. udbetaling fra en livsforsikring.

### Satserne i den danske boafgiftslov
Ægtefælle/registreret partner betaler 0 % i boafgift. Nære slægtninge, dvs. børn (herunder stedbørn), børnebørn, oldebørn, forældre og samlever (som man har haft fælles bopæl med i mindst 2 år) skal betale 15 % i boafgift. Andre betaler en tillægsboafgift på 25 %. Dvs. afgiften her i alt bliver (15 % + 25 % af resten =) 36,25 %. Tillægsboafgiften gælder også samlevers børn uanset samlivets varighed. Almennyttige institutioner (Røde Kors, Folkekirkens Nødhjælp o.a.) friholdes for boafgift.

### Særregel for familieejede virksomheder
Et enkelt formueaktiv, nemlig aktier og andre ejerandele i familieejede virksomheder, beskattes dog fra og med 2016 lempeligere end andre aktiver, idet boafgiften her kun udgjorde 13 % i 2016 og 2017, 7 % i 2018, 6 % i 2019 og 5 % fra 2020.